# (18304) 1981 DH1
A (18304) 1981 DH1 a Naprendszer kisbolygóövében található aszteroida. Schelte J. Bus fedezte fel 1981. február 28-án.